# Grattacieli d'Italia per altezza

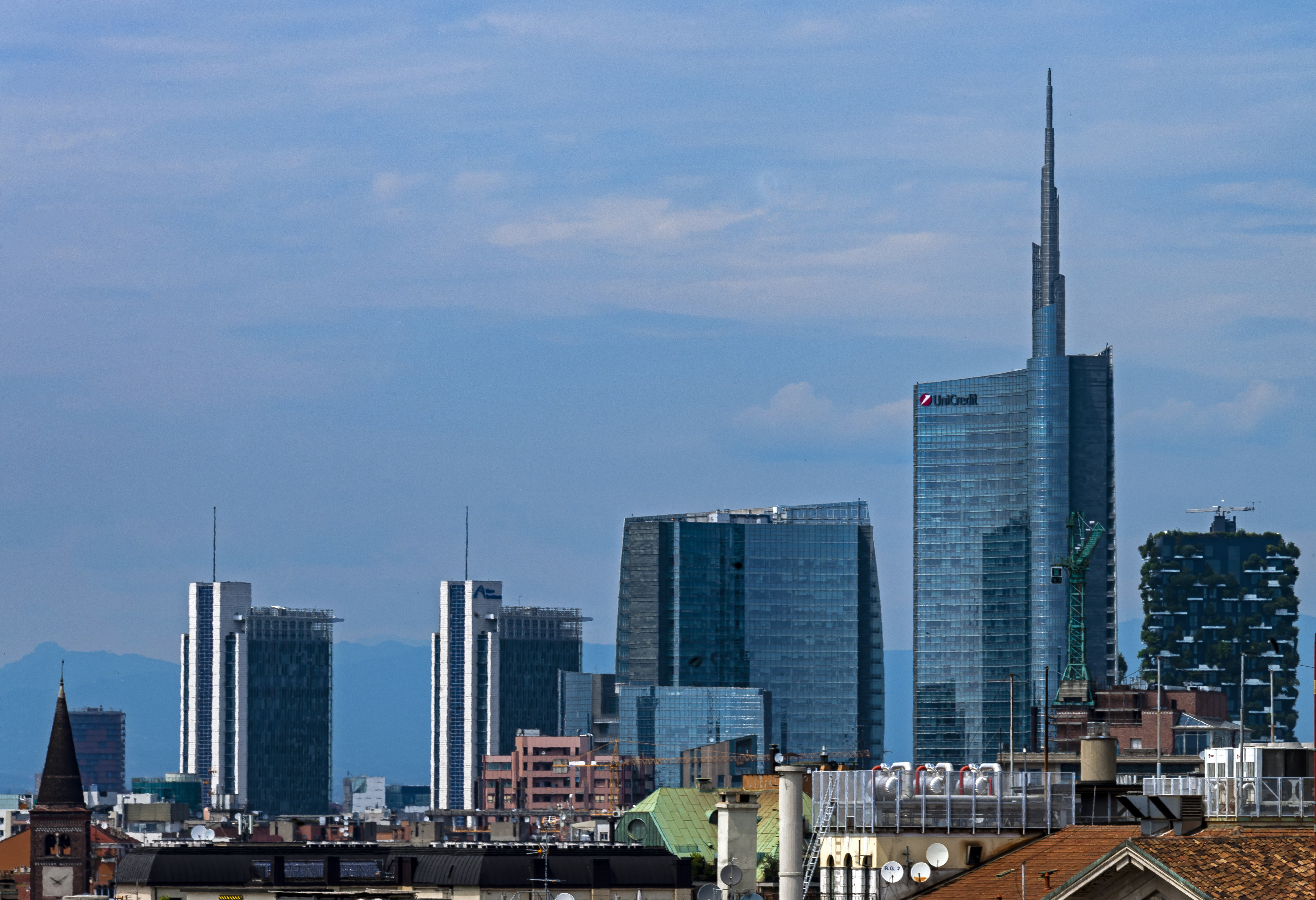
Lo skyline di Milano

Elenco dei grattacieli d'Italia ordinati per altezza.
In base alla classificazione internazionale e come riportato nel sito del CTBUH (Consiglio sugli edifici elevati e il contesto urbano), in Italia il grattacielo più elevato in base all'altezza strutturale è la Torre UniCredit a Milano (231 m).
La Torre Allianz del progetto Citylife, sempre a Milano, con i suoi 209 metri e 50 piani è invece il grattacielo più alto per numero di piani e detiene anche il titolo di grattacielo più alto secondo i criteri del piano calpestabile più alto e della punta più alta (compresi i 50 metri di antenna Rai).

## Storia

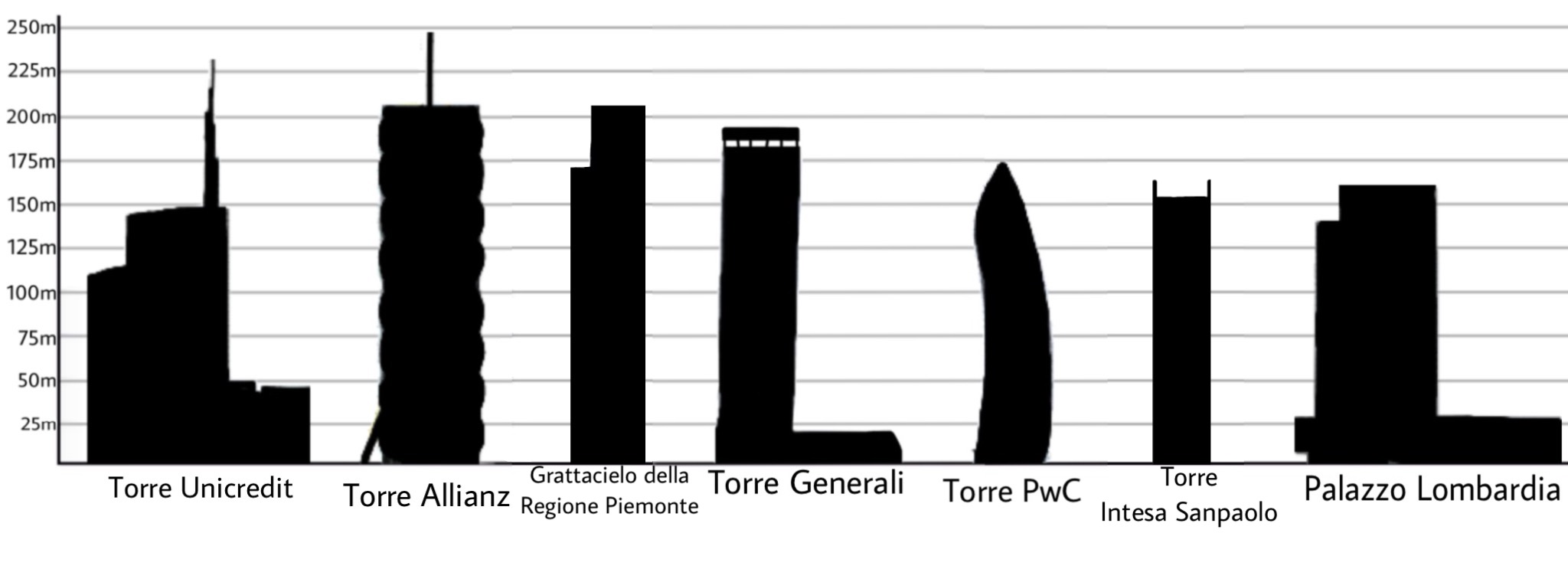
Grattacieli più alti d'Italia

Sono numerosi gli edifici che superano i 100 metri d'altezza, primo dei quali, in ordine temporale, la Torre Piacentini progettata dall'omonimo architetto, terminata nel 1940 a Genova, che conserverà il suo primato, inizialmente anche europeo, fino al 1954, anno di costruzione della Torre Breda di Milano e dell'Ambassador's Palace Hotel a Napoli.
Dal punto di vista strutturale il primo grattacielo costruito in Italia è stato però il Torrione INA, sempre di Marcello Piacentini: completato a Brescia nel 1932, rappresenta un adattamento del progetto uscito perdente al concorso per la Chicago Tribune Tower del 1922. I suoi 13 piani - uno in più del primo grattacielo di Chicago, il Home Insurance Building del 1885 - raggiungono i 57 metri d'altezza. Un numero del 1932 della rivista settimanale L'Illustrazione Italiana lo indicava come il più alto edificio in cemento armato d'Europa.

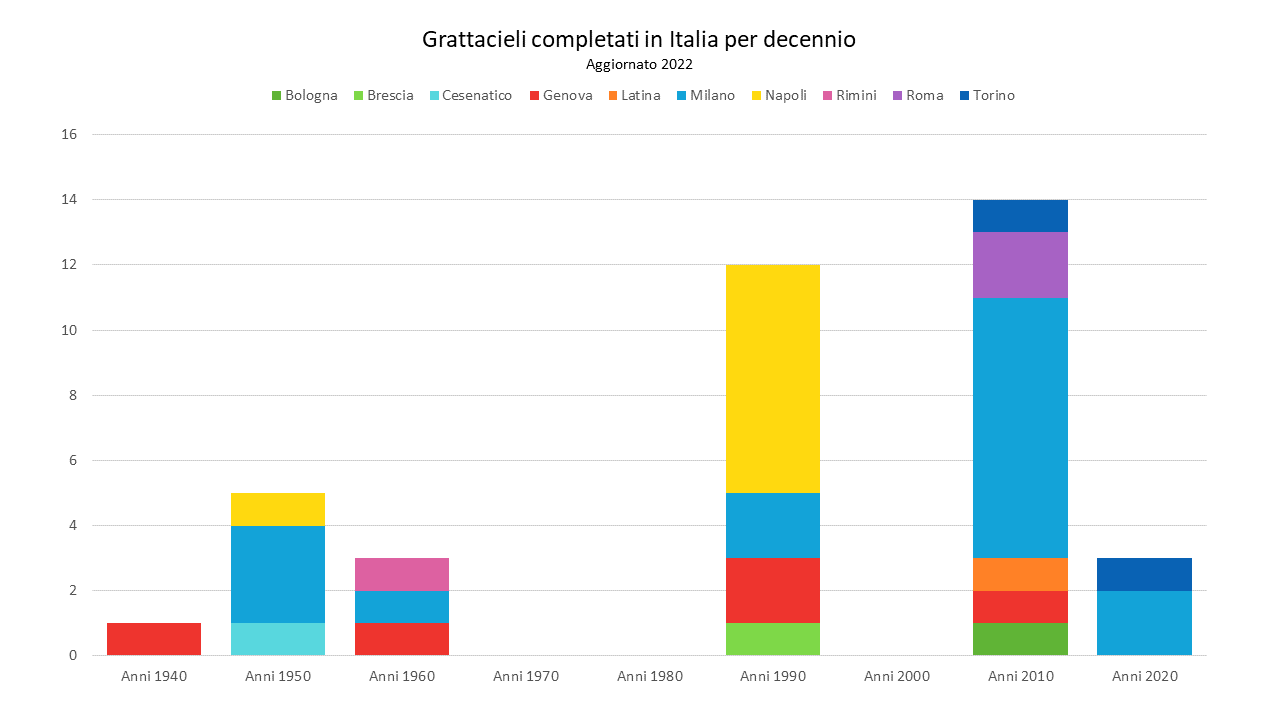
Grafico sui grattacieli completati in Italia per decennio e per città dal 1940 a oggi

È durante il fascismo che vediamo i primi esempi di grattacielo italiano: oltre al sopraccitato Torrione, in quegli anni sorsero, rispettivamente a Genova, Milano e Torino, la Dante 2, la Torre Snia Viscosa e la Torre Littoria, di altezze relativamente modeste ma particolarmente rilevanti per quanto riguarda l'architettura. La guerra frenò questi primi esempi di costruzioni in verticale, per essere poi riprese, con il boom economico italiano degli anni cinquanta, nella città di Milano, in quello che sarebbe diventato in futuro il nuovo centro direzionale cittadino.
Molte di queste costruzioni sono peraltro piuttosto interessanti anche dal punto di vista storico-architettonico, rappresentando in alcuni casi eccellenti opere del razionalismo italiano, apprezzate e conosciute anche all'estero, in particolare il Grattacielo Pirelli di Giò Ponti e Pier Luigi Nervi e la Torre Velasca del gruppo BBPR, entrambi a Milano: il primo, con una forma finemente assottigliata ed elegante, si discosta dai modelli americani di grattacieli, mentre il secondo, avente una vaga immagine di palazzo pubblico medievale, era il risultato di un tentativo dei suoi progettisti di dare un'identità urbana al grattacielo tramite allusioni al contesto storico, provocando furore nella stampa internazionale per via del suo storicismo.
Parimenti nella città di Genova lo sviluppo in verticale, complice anche la scarsità di aree edificabili, è proseguito ininterrotto durante tutto l'arco del '900, sebbene gran parte degli edifici (tranne rare eccezioni come il Matitone e la Torre Telecom Italia) sia di altezza inferiore ai 100 m.
Tra gli anni ottanta e novanta, nell'ambito di una vasta opera di riqualificazione di un'area dismessa di Poggioreale, quartiere di Napoli, si è vista la costruzione del primo gruppo di grattacieli d’Italia e dell’Europa meridionale: il Centro Direzionale di Napoli con circa 15 grattacieli, di altezza compresa tra i 129 e i 70 m.
Dopo il 2000 si è vista un'importante serie di costruzioni a Milano, in zona Porta Nuova e nell'area della vecchia Fiera. Contemporaneamente, a Torino sono apparsi i primi veri e propri grattacieli col grattacielo Intesa Sanpaolo e il grattacielo della Regione Piemonte. Anche Roma ha visto sorgere i suoi primi edifici civili superare i 100 metri con le torri Eurosky e Europarco.

## Grattacieli di altezza uguale o superiore a 100 metri
Nella tabella sono inseriti esclusivamente gli edifici di altezza architetturale uguale o superiore ai 100 m, in accordo alle convenzioni internazionali.
| Pos. | Immagine              | Nome                                         | Città      | Regione        | Altezza (m) | Piani | Anno di completamento | Note |
| ---- | --------------------- | -------------------------------------------- | ---------- | -------------- | ----------- | ----- | --------------------- | --- |
| 1    |                       | Torre UniCredit                              | Milano     | Lombardia      | 231         | 31    | 2012                  | Attuale edificio più alto d'Italia. L'altezza ufficiale a livello internazionale stabilita dal CTBUH è 217,7 m. La struttura misura al tetto 152 metri. Si trova rialzata rispetto al livello stradale mediante una piazza circolare dal diametro di 100 metri, detta podio, intitolata a Gae Aulenti. |
| 2    |                       | Torre Isozaki                                | Milano     | Lombardia      | 209         | 50    | 2015                  | Più alto grattacielo d'Italia al piano calpestabile (200,5 m) e quello con maggiore numero di piani (50). Con l'antenna raggiunge un'altezza complessiva di 242 m. |
| 3    |                       | Grattacielo della Regione Piemonte           | Torino     | Piemonte       | 209         | 42    | 2022                  | L'ultimo piano calpestabile è a 200 m. La struttura misura al tetto 205 metri. |
| 4    |                       | Torre Hadid                                  | Milano     | Lombardia      | 177         | 44    | 2017                  | L'insegna Generali porta l'altezza complessiva a 192 metri. |
| 5    |                       | Torre Libeskind                              | Milano     | Lombardia      | 175         | 30    | 2020                  | |
| 6    |                       | Grattacielo Intesa Sanpaolo                  | Torino     | Piemonte       | 167,25      | 38    | 2015                  | È stato volutamente costruito 25 centimetri più basso della Mole Antonelliana. |
| 7    |                       | Palazzo Lombardia                            | Milano     | Lombardia      | 161,3       | 43    | 2010                  | Edificio più alto d'Italia dal 2009 al 2011. |
| 8    |                       | Torre Solaria                                | Milano     | Lombardia      | 143         | 37    | 2013                  | Edificio residenziale più alto d'Italia. |
| 9    |                       | Torre Diamante                               | Milano     | Lombardia      | 140         | 30    | 2012                  | Edificio in acciaio più alto d'Italia. |
| 10   |                       | Torre Telecom Italia                         | Napoli     | Campania       | 129         | 33    | 1995                  | Edificio più alto d'Italia dal 1995 al 2009. |
| 11   |                       | Torre Pontina                                | Latina     | Lazio          | 128         | 37    | 2010                  | |
| 12   |                       | Grattacielo Pirelli                          | Milano     | Lombardia      | 127         | 31    | 1960                  | Ristrutturato nel 2005. Edificio più alto d'Italia dal 1960 al 1995. All'epoca della sua ultimazione, il grattacielo in calcestruzzo armato più alto d'Europa e il terzo nel mondo. |
| 13   |                       | Torre Unipol                                 | Bologna    | Emilia-Romagna | 127         | 33    | 2013                  | |
| 14   | senza cornice         | Torre Unipol                                 | Milano     | Lombardia      | 125         | 23    | 2024                  | |
| 15   |                       | Torre Enel 1                                 | Napoli     | Campania       | 122         | 33    | 1990                  | |
| 16   |                       | Torre Enel 2                                 | Napoli     | Campania       | 122         | 33    | 1990                  | |
| 17   |                       | Torre Gioia 22                               | Milano     | Lombardia      | 121         | 30    | 2021                  | |
| 18   |                       | Torre Eurosky                                | Roma       | Lazio          | 120         | 35    | 2012                  | |
| 19   |                       | Torre Europarco                              | Roma       | Lazio          | 120         | 35    | 2012                  | |
| 20   |                       | Grattacielo di Cesenatico                    | Cesenatico | Emilia-Romagna | 118         | 35    | 1958                  | Ristrutturato nel 2009. Edificio più alto d'Italia dal 1958 al 1960. |
| 21   | Torre Francesco, 118m | Torre Francesco                              | Napoli     | Campania       | 118         | 34    | 1990                  | |
| 22   | Torre Francesco, 118m | Torre Saverio                                | Napoli     | Campania       | 118         | 34    | 1990                  | |
| 23   |                       | Torre Breda                                  | Milano     | Lombardia      | 116,25      | 31    | 1954                  | Ristrutturata nel 2009. Edificio più alto d'Italia dal 1954 al 1958. |
| 24   |                       | Torre del Consiglio regionale della Campania | Napoli     | Campania       | 115         | 29    | 1992                  | |
| 25   |                       | Torre A del Tribunale di Napoli              | Napoli     | Campania       | 112,5       | 29    | 1991                  | |
| 26   |                       | Bosco Verticale (Torre De Castillia)         | Milano     | Lombardia      | 111,15      | 24    | 2014                  | |
| 27   |                       | Crystal Palace                               | Brescia    | Lombardia      | 110         | 27    | 1990                  | Edificio più alto di Brescia. |
| 28   |                       | Matitone                                     | Genova     | Liguria        | 109         | 26    | 1992                  | Edificio più alto di Genova. |
| 29   |                       | Torre Piacentini                             | Genova     | Liguria        | 108         | 31    | 1940                  | Edificio più alto d'Italia dal 1940 al 1954. |
| 30   |                       | Torre Velasca                                | Milano     | Lombardia      | 106         | 26    | 1957                  | Ristrutturata nel 2023. |
| 31   |                       | Torre San Vincenzo                           | Genova     | Liguria        | 105         | 26    | 1968                  | |
| 32   |                       | Torre Galfa                                  | Milano     | Lombardia      | 103         | 28    | 1959                  | Ristrutturata nel 2018. |
| 33   |                       | Grattacielo di Rimini                        | Rimini     | Emilia-Romagna | 102         | 27    | 1960                  | |
| 34   |                       | World Trade Center                           | Genova     | Liguria        | 102         | 25    | 1992                  | |
| 35   |                       | Ambassador's Palace Hotel                    | Napoli     | Campania       | 100         | 33    | 1957                  | |
| 36   |                       | Torre Garibaldi A                            | Milano     | Lombardia      | 100         | 25    | 1992                  | Ristrutturata nel 2012. |
| 37   |                       | Torre Garibaldi B                            | Milano     | Lombardia      | 100         | 25    | 1994                  | Ristrutturata nel 2012. |
| 38   |                       | Torre UniCredit B                            | Milano     | Lombardia      | 100         | 23    | 2011                  | |
| 39   |                       | Torre MSC                                    | Genova     | Liguria        | 100         | 23    | 2014                  | |

## Lista di grattacieli contando l'antenna/guglia
Nella tabella vengono inseriti i primi quindici grattacieli con altezza totale, quindi contando la guglia o l'antenna di trasmissione.
| Pos. | Immagine      | Nome                               | Città   | Regione        | Altezza (m) | Piani | Anno | Altezza tetto |
| ---- | ------------- | ---------------------------------- | ------- | -------------- | ----------- | ----- | ---- | ------------- |
| 1    | senza cornice | Torre Isozaki                      | Milano  | Lombardia      | 259         | 50    | 2015 | 209,2         |
| 2    |               | Torre UniCredit                    | Milano  | Lombardia      | 231         | 31    | 2012 | 152           |
| 3    | senza cornice | Grattacielo della Regione Piemonte | Torino  | Piemonte       | 209         | 42    | 2020 | 209           |
| 4    | senza cornice | Torre Hadid                        | Milano  | Lombardia      | 192         | 44    | 2017 | 177           |
| 5    | senza cornice | Torre Libeskind                    | Milano  | Lombardia      | 175         | 30    | 2019 | 175           |
| 6    | senza cornice | Grattacielo Intesa Sanpaolo        | Torino  | Piemonte       | 167,25      | 38    | 2015 | 167,25        |
| 7    | senza cornice | Palazzo Lombardia                  | Milano  | Lombardia      | 161,3       | 40    | 2010 | 161,3         |
| 8    |               | Torre Eurosky                      | Roma    | Lazio          | 155         | 35    | 2012 | 120           |
| 9    | senza cornice | Torre Pontina                      | Latina  | Lazio          | 151         | 37    | 2010 | 128           |
| 10   |               | Torre Solaria                      | Milano  | Lombardia      | 143         | 37    | 2013 | 143           |
| 11   | senza cornice | Torre Diamante                     | Milano  | Lombardia      | 140         | 30    | 2012 | 140           |
| 12   | senza cornice | Torre Telecom Italia               | Napoli  | Campania       | 129         | 33    | 1995 | 129           |
| 13   | senza cornice | Torre Unipol                       | Bologna | Emilia-Romagna | 127         | 33    | 2013 | 127           |
| 14   |               | Grattacielo Pirelli                | Milano  | Lombardia      | 127         | 31    | 1960 | 127           |
| 15   | senza cornice | Torre UnipolSai                    | Milano  | Lombardia      | 125         | 23    | 2023 | 125           |

## Cronologia dei grattacieli più alti d'Italia
| Immagine | Nome                      | Città      | Altezza (m) | Piani | Durata del primato | Tot. anni     |
| -------- | ------------------------- | ---------- | ----------- | ----- | ------------------ | ------------- |
|          | Torre UniCredit           | Milano     | 231         | 31    | 2012 - oggi        | 13 (in corso) |
|          | Palazzo Lombardia         | Milano     | 161,3       | 43    | 2010 - 2012        | 2             |
|          | Torre Telecom Italia      | Napoli     | 129         | 33    | 1995 - 2010        | 15            |
|          | Grattacielo Pirelli       | Milano     | 127         | 31    | 1960 - 1995        | 35            |
|          | Grattacielo di Cesenatico | Cesenatico | 118         | 35    | 1958 - 1960        | 2             |
|          | Torre Breda               | Milano     | 116,25      | 31    | 1954 - 1958        | 4             |
|          | Torre Piacentini          | Genova     | 108         | 31    | 1940 - 1954        | 14            |
|          | Torre Littoria            | Torino     | 87          | 19    | 1934 - 1940        | 6             |
|          | Torrione INA              | Brescia    | 57,25       | 13    | 1932 - 1934        | 2             |

## Città per numero di grattacieli sopra i 100 m
| Immagine      | Città      | > 100 m | > 150 m | > 200 m | Totale |
| ------------- | ---------- | ------- | ------- | ------- | ------ |
|               | Milano     | 12      | 3       | 2       | 17     |
|               | Napoli     | 8       | -       | -       | 8      |
| senza cornice | Genova     | 5       | -       | -       | 5      |
|               | Torino     | -       | 1       | 1       | 2      |
|               | Roma       | 2       | -       | -       | 2      |
|               | Latina     | 1       | -       | -       | 1      |
|               | Bologna    | 1       | -       | -       | 1      |
| senza cornice | Cesenatico | 1       | -       | -       | 1      |
| senza cornice | Brescia    | 1       | -       | -       | 1      |
| senza cornice | Rimini     | 1       | -       | -       | 1      |

## Grattacieli in costruzione
Elenco di grattacieli in costruzione ordinati per altezza.
| # | Nome         | Località | Altezza (m) | Piani | Note |
| - | ------------ | -------- | ----------- | ----- | ---- |
| 1 | Torre A2A    | Milano   | 144         | 28    |      |
| 2 | CityWave     | Milano   | 111         | 18    |      |
| 3 | Gioia 20 Est | Milano   | 104,2       | 20    |      |
| 4 | Thetris      | Milano   | 100         | 21    |      |

## Grattacieli approvati
Elenco di grattacieli approvati ordinati per altezza.
| # | Nome            | Città  | Altezza (m) | Piani | Anno | Note |
| - | --------------- | ------ | ----------- | ----- | ---- | --- |
| 1 | Il Faro         | Napoli | 150+        | ?     | 2028 | Nuova sede della Regione Campania, inquadrata nel più ampio progetto di riqualificazione "Napoli Porta Est". |
| 2 | Palazzo sistema | Milano | 122,5       | 26    | 2028 | |
| 3 | Hotel Scarampo  | Milano | 110         | 21    | ?    | |

## Grattacieli proposti
Elenco di grattacieli proposti ordinati per altezza.
| # | Nome                     | Città   | Altezza (m) | Piani | Anno | Note |
| - | ------------------------ | ------- | ----------- | ----- | ---- | ---- |
| 1 | Grattacielo Porta Susa 2 | Torino  | 150         | 38    | ?    |      |
| 2 | Torre Ex Fibronit        | Bari    | 120         | 34    | 2028 |      |
| 3 | Torre Valtellina         | Milano  | 117         | 25    | ?    |      |
| 4 | Torre Botanica           | Milano  | 110         | 25    | 2026 |      |
| 5 | Torre stazione Mestre 1  | Venezia | 100         | 25    | 2027 |      |
| 6 | Torre stazione Mestre 2  | Venezia | 100         | 25    | 2027 |      |
| 7 | Torre via Mazzitelli     | Bari    | ?           | 29    | ?    |      |

## Progetti cancellati

### Milano
- San Siro: per costruire il nuovo stadio di San Siro sono stati presentati due progetti, che comprendevano ulteriori edificazioni vicino a esso. In uno dei due progetti (quello di Populous) era previsto anche un grattacielo alto 152 m e 29 piani[27], ma è stato cancellato dopo che la giunta comunale ha ridotto l'edificabilità a 0,35 m³/m², mentre le due squadre di calcio meneghine prevedevano uno 0,60.[28]
- Milanofiori 2000: articolato nelle zone nord e sud, porterà alla creazione di due ampi lotti a uso terziario e residenziale. Inizialmente era prevista una costruzione verticale e l'attrazione "Milanone" per 212 metri, ma in seguito il progetto dei due grattacieli è stato accantonato.
- Progetto Porta Nuova: dell'originale progetto di riqualificazione sono stati cancellati due progetti: il primo è l'Hotel Gilli, edificio di circa 90 metri d'altezza che sarebbe dovuto sorgere nel lotto su cui ora svetta la torre UnipolSai, e avrebbe disposto di 180 suite e una spa dedicata; il secondo è il grattacielo che sarebbe stato costruito per riunire gli uffici del comune, sviluppato su 35 piani e con un edificio a ponte sopra via Melchiorre Gioia, che sarebbe sorto dove adesso sono in costruzione gli edifici Gioia 20 est e ovest.

### Roma
- Centro Affari Tor di Valle: Nel 2015 l'archistar Daniel Libeskind presenta il progetto per il nuovo stadio della Roma, intorno al quale si sviluppa un nuovo centro direzionale che comprende tre nuovi grattacieli di cui il più alto, 220 metri, sarebbe diventato il secondo grattacielo più alto d'Italia[29]. Il progetto è stato poi abbandonato.[30]

### Torino
- Area ex Materferro: per quest'area erano previste due torri, la più alta delle quali raggiungeva i 100 metri e sarebbe stata a uso uffici, la seconda, di 65 metri, sarebbe stata residenziale. Il progetto è stato in seguito accantonato.